# Eternal Ring
Eternal Ring (укр. Вічний Перстень) — рольова відеогра від першої особи розроблена компанією FromSoftware та видана в Північній Америці компанією Agetec. Випущена в 2000 році, як одна з ігор підготовлених до релізу консолі PlayStation 2 в Японії та Північній Америці. Гра стала доступною через емулятор для PlayStation 4 в Північній Америці 23 Травня 2017 року.

## Ігровий Процес
Гравець керує Кейном Морганом (англ. Cain Morgan), молодим фокусником, якого відправляють досліджувати Острів Неповернення (англ. Island of No Return), де, як передбачається, знаходиться легендарний артефакт під назвою Вічний Перстень (англ. Eternal Ring). На острові мешкає велика кількість міфічних істот, включаючи драконів, ящірок та гаргуйль, і тут знаходяться магічні самоцвіти та перстні, включаючи Вічний перстень. Гра ведеться у поданні від першої особи.
Унікальною особливістю гри є використання магічних перснів, удосконалюючи ці чарівні персні комбінацією різних самоцвітів, створюються персні, які одночасно дозволяють використовувати магічні заклинання, а також підвищують атрибути гравця. Хоча у грі також є ножі та мечі, котрі можна придбати, найпотужніші атаки походять від магічних перснів, які є основним атрибутом гри. Датчик вказує час заряду магічних заклинань.
Знайдені на острові самоцвіти, заряджені силою одного з шести елементів. Елементи включають вогонь, воду, землю, вітер, світло та темряву. При створені перснів, сила, закладена в них буде залежати від елементу самоцвіту, переважаючи над іншими факторами. Кожен самоцвіт має рівень, причому найслабшим є самоцвіт рівня 1 (за винятком Світлих і Темних самоцвітів, які починаються з рівня 3), які неможливо змінити. Найвищий рівень кожного самоцвіту - рівень 5. Камені знаходяться на зростаючих рівнях по мірі проходження гри.

## Система створення перснів
Існує чотири типи магічних перснів, які можна знайти або створити на острові. Персні Атрибутів (англ. Attribution Rings) впливають на статистику (включаючи силу Каїна та його атрибути для кожного елемента). Чарівні Персні Атаки (англ. Attack Magic Rings) надають можливість атакувати, наприклад, вони можуть створити якийсь снаряд або закласти пастку на землю. Магічні Перстні Призову(англ. Summon Magic Rings)  є підтипом атакувальних перснів і використовуються для виявлення величезної сили. Допоміжні Перстні (англ. Auxiliary Rings) не можуть бути створені і мають асортимент загальних пасивних ефектів, для прикладу: уповільнення часу і збільшення накопичення досвіду. Магічні Перстні Допомоги (англ. Assist Magic Rings) надають корисні здібності, такі як захист або зцілення. "Магічні перстні" можна знайти по всьому острові в скринях і розкиданими у випадкових місцях. Ці перстні використовуються у створенні магічних перснів Атаки, Призову та Допомоги.
Персні Атрибутів (англ. Attribution Rings) створюються, здавалося б, навмання на основі використаних самоцвітів. З них неможливо зробити інші персні, як це можливо за допомогою Магічних Перснів (англ. Magic Rings), і їх не можна викинути.
Створення перснів є важливою частиною гри Eternal Ring, оскільки створені перстні дозволяють набувати сили, що полегшують хід бою. Більшість початкових битв було б дуже важко пережити без допомоги Чарівних Перснів. Доступ до системи створення перснів  надається, як тільки ви стикаєтесь з телепортним майданчиком, який приведе вас до фокусника, який "передасть знання древніх".
Для створення перснів Атаки, Допомоги та Призову необхідні два інгредієнти: Чарівні Персні та Чарівні Самоцвіти, обидва з яких можна знайти розкиданими по всьому острову. Екран розподілення самоцвітів складається із лівої синьої сторони та правої зеленої. Обидві ці сторони мають по три слоти для встановлення самоцвітів. Під час створення персня Атаки або Допомоги ліва частина визначає елемент персня, а права частина - чи є даний перстень перстнем Атаки або Допомоги. Перстень Призову можна створити, використовуючи шість самоцвітів одного і того ж елементу 24-30 рівнів.
При створенні Перснів Атрибутів магічний перстень не потрібен, а атрибути визначаються елементарними властивостями самоцвітів. У Персні Атрибутів можуть бути використані лише два елементи, тому розміщення третього або більше - це марні витрати матеріалу. Існує безліч комбінацій для створення перснів, що мають магічні заклинання. Кожен з елементів вогню, води, землі та вітру може виробляти 4 різні перстні, кожен з яких має різний рівень перснів Атаки чи Допомоги на додаток до 2 різних Перснів Призову. Світло і Темрява можуть виробляти лише 3 різних Перстні Атаки і по 2 різних Перстні Допомоги кожна, та по 2 перстня призову.

## Оцінки та відгуки
Гра отримала «змішані» відгуки, згідно з агрегатором рецензій вебсайтом Metacritic. 
Японський ігровий журнал Famitsu оцінив гру на 25 пунктів із 40, відзначивши хорошу графіку та інноваційну систему створення перснів, але зазначивши, що розробники в цілому поспішали і що вони могли витратити більше часу на розробку.